# Saint-Isidore (Ontario)
Pour les articles homonymes, voir Saint-Isidore.
Saint-Isidore, anciennement connu sous le nom de Saint-Isidore de Prescott, est une localité franco-ontarienne de la municipalité de La Nation dans les Comtés unis de Prescott et Russell.

## Urbanisme
Un grand nombre de bâtiments de Saint-Isidore tirent leur énergie d’écrans solaires.

## Histoire
En 1989, lorsque la communauté est devenue un village constitué en corporation, le nom a été raccourci à Saint-Isidore. La municipalité a eu une courte vie car, neuf ans plus tard, en 1998, le village est devenu une partie de municipalité de La Nation.
Le village de Saint-Isidore a eu auparavant toute une génération pour sa seule épicerie de Valu-Mart jusqu'à la fermeture définitive du samedi 4 décembre 2021, en raison d'un manque de relève.

## Population
Saint-Isidore compte une population de moins de 1 000 habitants.

## Éducation
Saint-Isidore a une école primaire francophone, l'école catholique de Saint-Isidore. Elle avait des classes de la maternelle à la 8e année mais en 2009 il ne reste plus que de la maternelle à la 6e année. L'école accueille entre 200 et 300 étudiants.

## Patrimoine
L'église catholique Saint-Isidore a été ouverte en 1879. Elle a été détruite par un incendie le 23 juillet 2016. L'église aurait été frappée par un éclair lors de violents orages en fin d'après-midi.

## Tourisme
Le Festival du canard et de la plume se tient en juin chaque année depuis 2005. À l'exception de l'absence de ce festival durant la vague du COVID-19.

### Personnalités
- Royal Galipeau, homme politique
- Josée Laramée, artiste peintre
- Benoît Pouliot, joueur professionnel de hockey sur glace
- Francis Wathier, joueur de hockey sur glace